# Plućna arterijska hipertenzija kod dece
Plućna arterijska hipertenzija kod dece (skraćeno IPAH) je patofiziološki poremećaj koji može obuhvatiti više kliničkih stanja i komplikovati većinu kardiovaskularnih i plućnih bolesti, i može se javiti u bilo kom dečijem uzrastu, od neonatalnog perioda do odraslog doba. 

## Epidemiologija
Morbiditet
Nedavni podaci iz statističkog registra otkrili su prevalencu i incidencu lučne hipertenzije kod dece. Tako na primer u Holandiji, incidenca i prevalenca IPAH iznosi 0,7 i 4,4 na milion dece. Slični podaci dobijeni su u Ujedinjenom Kraljevstvu, sa godišnjom incidencom IPAH 0.48 na milion dece i prevalencom od 2.1 na milion. Takođe, važna je i učestalost PH udružene sa bolestima pluća.
Nacionalni registri ili uključuju samo decu,ili su posvećeni samo deci i opisuju različite etiologije PH, najčešće IPAH, HPAH i CHD-PAH.
Mortalitet
Pre otkrića epoprostenola, prognoza bolesti kod dece bila je loša, sa srednjom vrednošću preživljavanja 10 meseci u poređenju sa 2.8 godina kod odraslih; sa novom ciljanom terapijom, prognoza je značajno poboljšana.

## Etiopatogeneza
Plućna hipertenzija kod dece ima svoje specifičnosti koje se ne mogu naći kod plućne hipertenmzije odraslih, a koje obuhvataju prenatalne etiološke faktore i postnatalne poremećaje u parenhimskom i vaskularnom razvoju pluća.

### Klasifikacija
Dana Point klasifikacija
Dana Point klasifikacija iz 2009. godine obuhvatila je većinu pedijatrijskih uzroka plućne hipertenmzije, pa se stekao utisak da je potreban bolji opis ove etiologije. 
Panama klasifikacija
U 2011. godine predložena je Panama klasifikacija sa deset različitih podgrupa pedijatrijske plućne hipertenmzije.
Nice klasifikacija
Tokom 2013.godine predložena Nice klasifikacija uključila je nove grupe i etiolgoije specifične za decu, kao što su kongenitalna i stečena opstrukcija ulaznog/izlaznog trakta leve komore i segmentnaplućna hipertenzija; ovo je nadalje adaptirano za aktuelne ESC/ERS vodiče sa kliničkom i patofiziološkom klasifikacijom kongenitalnih sistemsko-plućnih šantova udruženih sa plućnom arterijskom hipertenzijom (PAH) i razvojnom bolesti pluća. PPHN ostaje i dalje u grupi PAH ali je pomeren u podgrupu jer se smatra posebnim entitetom sa nestalnim tokom u većini slučajeva.

## Klinička slika
U kliničkoj slici dominiraju sledeći znaci i simptomi:
- Dispneja
- Zamor
- Izostanak napredovanja deteta
- Sinkopa, koja je takođe česta kod dece

Simptomatska slabost desna komora (RV) kasno razvija i dete može umreti usled naprasne smrti pre nego se slabost desna komora (RV) manifestuje.

## Dijagnoza
Prema novijim preporukama specifične dijagnostičke postupake, treba isključiti pre postavljanja definitivne dijagnoze idiopatske plućne arterijska hipertenzija (IPAH).
Anamneza
Temeljna porodična i lična anamneza, treba da uključi trudnoću, porođaj i postnatalne događaje.
Dijagnostički testovi
Dijagnoza mora biti potvrđena kateterizacijom srca i vazoreaktivnim testom. Kako kateterizacija kod dece može pretstavljati veći rizik nego kod odraslih, treba je izuzetno koristiti kod  mlađeg uzrasta (< 1 godine) zbog lošije funkcionalne klase (FC) na primer  funkcionalna klasa Svetske zdravstvene Organizacije IV (WHO-FC IV) kao faktoru rizika.  U tom smislu preporučuje se izvođenje kateterizacije srca samo u ekspertskim centrima.
Opšta šema dijagnostičkog algoritma za odrasle pacijente sa PH (Slika 1) može biti usvojena i za decu, uz adaptaciju koja se odnosi na različitu epidemiologiju.
Kao i kod odraslih, klinički dokazi slabosti RV, progresija simptoma, WHO-FC III/IV i povišeni nivoi moždani natriuretski peptid (BNP) udruženi su sa većim rizikom od smrti. 
Kod dece, izostanak napredovanja, hemodinamski parametri kao što je odnos srednjeg plućnog arterijskog pritisak (PAPm) i sistemskog arterijskog pritiska, pritisak desne pretkomore (RAP) > 10 mmHg i plućni vaskularni otpor (PVR) sa indeksom > 20 WU/m2 takođe su udruženi sa većim rizikom od smrti, dok šestominutna distanca hoda (6MWD) nije prognostički parametar.

## Terapija
Zbog nedostatka randomizovanih studija, što otežava terapiju. preporučuje se specifični terapijski algoritam, sličan onom koji se koristi kod odrasli. 
Takođe su kod dece predložene determinante rizika i stratifikacija rizika. Blokatori kalcijumskih kanala (CCB) se primenjuju kod respondera, ali je potrebno obavezno često praćenje, obzirom da kod nekih pacijenata dugoročna terapija ne daje uspeh. 
Indikacije za epoprostenol slične su onima kod odraslih. Optimalna doza varira između pacijenata i potrebna je individualna adaptacija.
Prijavljena je u literaturi i intravenska primena iloprosta i trepostinila, kao i subkutana primena trepostinila. Primena inhalacionog iloprosta je teška ali je u nekim izveštajima pokazala efikasnost, uglavnom u kombinaciji sa drugim terapijama.
U pojedinim zemljama se koristi oralni beraprost ali je problem nedostatak dokaza o efikasnosti. Farmakokinetika bosentana je ispitivana u dve studije.
Danas sve više raste broj pedijatrijskih pacijenata koji su na kombinovanoj terapiji, iako još uvek nema dovoljno dokaza.
Strategije dekompresije desne komore srca uključuju atrioseptostomiju, u slučaju otvorenog duktusa arteriosusa stentiranje duktusa, i hirurški formiranje Pott-ovog šanta. Predlaže se i formiranje Pott-ovog šanta perkutano kateterom.
Transplatacija pluća ostaje kao značajna opcija kod pedijatrijskih pacijenata sa plućnom hipertenzijom.

## Spoljašnje veze
- 2015/2016 ESC/ESR Preporuke za dijagnozu i lečenje plućne hipertenzije —  European Society of Cardiology & European Respiratory Society

|  | Molimo Vas, obratite pažnju na važno upozorenje u vezi sa temama iz oblasti medicine (zdravlja). |